# Ай-ай
Ай-ай або руконіжка мадагаскарська (Daubentonia madagascariensis) — вид довгопалих лемурів родом з Мадагаскару, що разом входить до підряду мокроносих мавп. Найбільший представник нічних приматів. Має зуби, що постійно ростуть, як у гризунів та особливий тонкий середній палець, яким можуть виловлювати личинок зі стовбурів дерев.
Характеризується незвичайним способом пошуку їжі: він постукує по деревах, щоб знайти личинок, а потім прогризає отвори в деревині за допомогою нахилених вперед різців, щоб створити невеликий отвір, в який вставляє вузький середній палець, щоб витягнути личинку. Єдиними відомими видами ссавців, які знаходять їжу в такий акустичний спосіб, є смугасті кускуси (рід Dactylopsila), що мешкають на півночі Австралії та у Новій Гвінеї — вони належать до сумчастих ссавців. З екологічної точки зору, ай-ай заповнює нішу дятла, оскільки він здатний пробивати деревину і видобувати безхребетних, що мешкають всередині.
Ай-ай — єдиний вцілілий представник роду Daubentonia та родини Daubentoniidae. Нині класифікується МСОП як зникаючий вид. Другий вид, Daubentonia robusta, схоже, вимер колись впродовж останніх 1000 років і відомий лише за напівскам'янілими знахідками.

## Опис

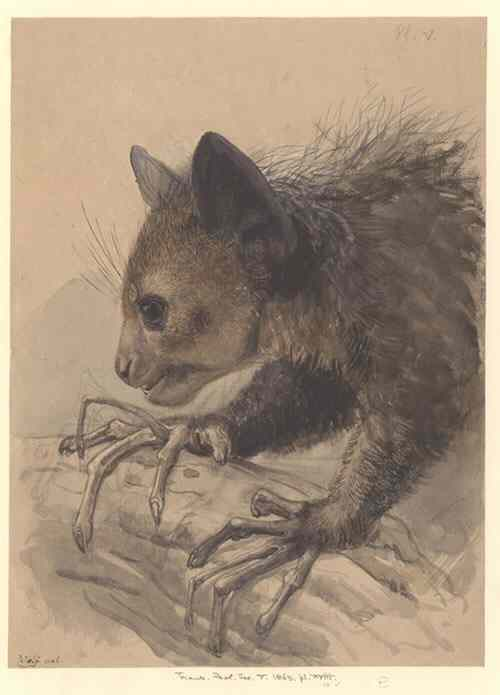
Ай-ай полює, бл. 1863 р., Йозеф Вольф

Дорослий ай-ай має довжину близько 60 сантиметрів, більша частина якої припадає на хвіст. Середня довжина голови та тулуба становить 36—43 см, а хвоста — 56—61 см, з середньою вагою у 2 кілограми.
Однією з характерних рис ай-ай є його пальці. Палець унікальний у тваринному світі тим, що має кулястий п'ястково-фаланговий суглоб, може діставатися до горла через ніздрю і використовується для колупання в носі та поїдання слизу (мукофагія), зібраного всередині. Ай-ай також розвинув шостий, псевдовеликий палець, аби мати кращу хватку.
Складна геометрія виступів на внутрішній поверхні вух ай-ай допомагає їм чітко фокусувати не тільки ехолокаційні сигнали від постукування пальцем, але й пасивно прислухатися до будь-яких інших звуків, що видає їхня здобич. Ці виступи можна вважати акустичним еквівалентом лінзи Френеля, вони зустрічаються у великої кількості неспоріднених тварин, таких як малий галаго, вухата лисиця, мишачий лемур та інші.

## Історія відкриття
Рід Daubentonia був названий на честь французького натураліста Луї-Жана-Марі Добантона його учнем Етьєном Жоффруа Сент-Ілером у 1795 році. У 1863 році британський зоолог Джон Едвард Грей дав назву родині Daubentoniidae.

## Охорона виду

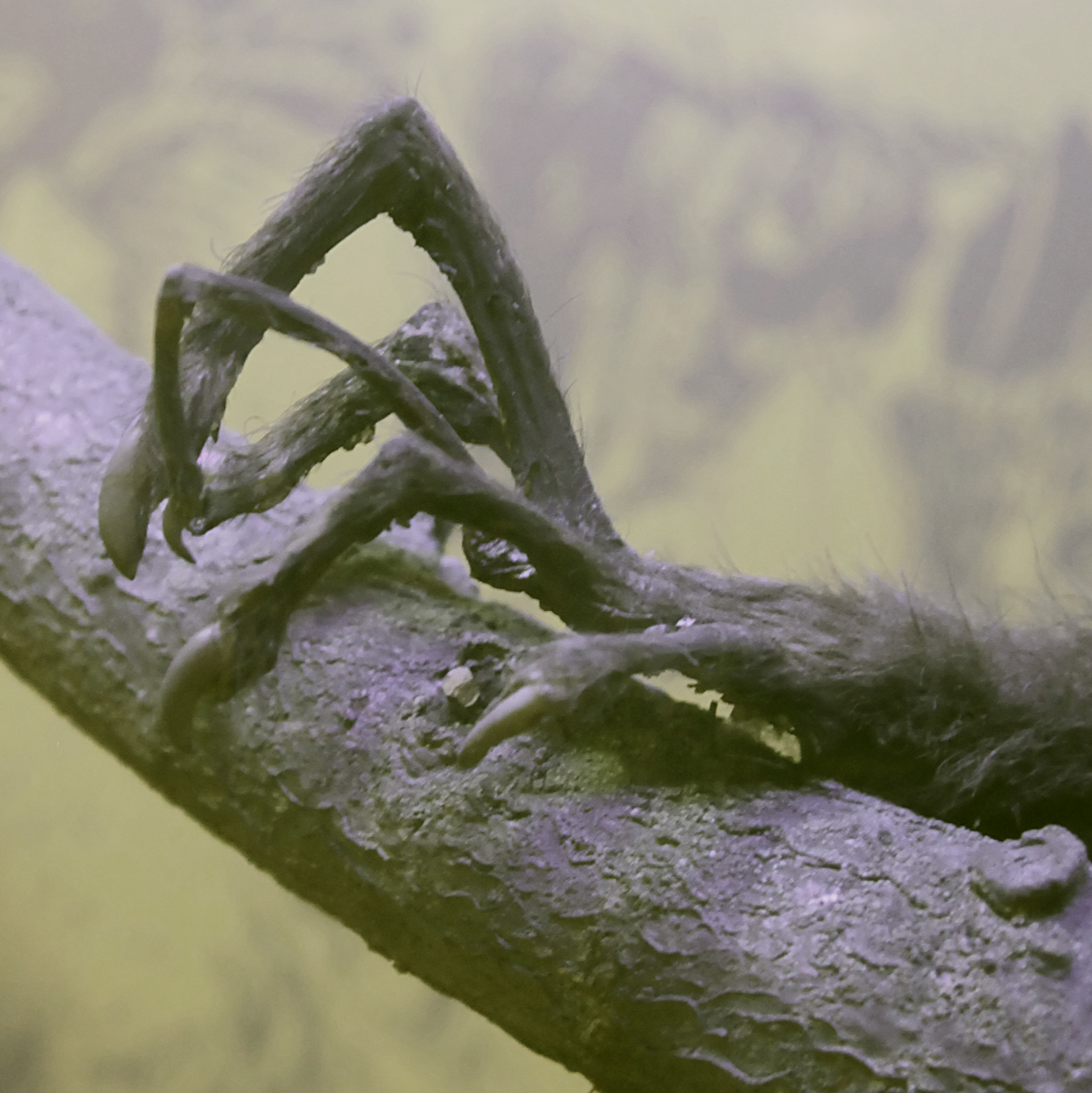
Рука зблизька з видовженими фалагами та тоншим третім пальцем

Вважалося, що ай-ай вимерли в 1933 році, але в 1957 році їх знову помітили у природі. У 1966 році дев'ять індивідів були перевезені на острів Нусі-Мангабе, що поблизу Маруанцетра на сході Мадагаскару. Дослідження 2010-х рр. показали, що ай-ай більш поширений, ніж вважалося раніше, але його природоохоронний статус був змінений на зникаючий у 2014 році. Існує чотири основні причини:
- у місцевих культурах ай-ай вважається злим, за що його винищують.
- ліси Мадагаскару зазнають руйнації через вирубку.
- місцеві фермери вбивають ай-ай, щоб захистити свій урожай.
- браконьєрство.

Однак немає прямих доказів того, що ай-ай становлять якусь реальну загрозу для сільськогосподарських культур — їх вбивають через забобони.
До 50 особин ай-ай знаходяться в неволі у різних зоологічних парках світу.

### Народні повір'я
Ай-ай часто сприймаються як провісники зла і смерті, за що їх вбивають на місці. Інші вірять, що якщо тварина вкаже на когось своїм найвужчим пальцем, то це означатиме, що він приречений на смерть. У народі також кажуть, що поява ай-ай у селі пророкує смерть селянина, і єдиний спосіб запобігти цьому — вбити тварину. Жителі народу сакалава навіть стверджують, що ай-ай проникають у будинки через солом'яні дахи та вбивають сплячих мешканців, проколюючи середнім пальцем аорту своїх жертв.